# 135-я мотострелковая дивизия
135-я мотострелковая дивизия (135 мсд, в/ч 92910) — тактическое соединение Сухопутных войск СССР.
Первоначально входила в состав 45-го армейского корпуса, затем вошла в состав 15-й общевойсковой армии (с начала 1970-х годов) Дальневосточного военного округа (КДВО). Отдельные формирования дивизии участвовали в вооружённом конфликте в марте 1969 года на острове Даманский, находящемся на реке Уссури недалеко от посёлка Лучегорск.
Дивизия дислоцировалась в городе Лесозаводск и прилегающих населённых пунктах Приморского края.

## История
135-я мотострелковая дивизия была сформирована 22 ноября 1960 года по сокращённому штату в городе Луганск Киевского военного округа на базе дивизии кадра при 4-й гвардейской мотострелковой дивизии. В 1968 году передислоцирована в Приморский край в город Лесозаводск в состав 45-го армейского корпуса ДВО, который, в свою очередь, был вскоре расформирован и дивизия перешла в состав 15-й общевойсковой армии. Весной 1968 года, в связи с напряжённой обстановкой между Советским Союзом и КНР, 135-я дивизия была развёрнута до полного штата.
В 1969 году 135-я мотострелковая дивизия участвовала в пресечении провокаций на советско-китайской границе в районе острова Даманский. За проявленные мужество и героизм при защите рубежей Родины 219 воинов награждены орденами и медалями Советского Союза, а младшему сержанту В. В. Орехову присвоено звание Героя Советского Союза (посмертно).
Около 10:00 15 марта 1969 года с китайской стороны начался массированный обстрел острова ствольной артиллерией. Три китайские пехотные роты пошли в атаку. Бой продолжался весь день. Формирования 135-й дивизии в ответ атаковали китайские позиции на острове. В 17:00 мотострелковый батальон 199-го мотострелкового полка при поддержке установок «Град» успешно очистил остров от китайцев. Все обнаруженные огневые точки китайцев были уничтожены огнём ствольной и реактивной артиллерии.
В 1989 году соединение преобразовано в 130-ю пулемётно-артиллерийскую дивизию (130 пулад). 199-й полк при слиянии с 17-м УР (укреплённым районом) образовал 365-й пулемётно-артиллерийский полк (365 пулап), которому позже вернули 199-й номер.
В ходе реформы Вооружённых сил, 130 пулад преобразована в 245-ю базу хранения и ремонта военной техники (245 БХиРВТ, в/ч 92910) в г. Лесозаводск.

## Состав

### 1989 год
- управление (г. Лесозаводск);
- 199-й мотострелковый Верхне-Удинский полк (с. Лазо);
- 469-й мотострелковый полк (с. Филино);
- 472-й мотострелковый полк (г. Лесозаводск); в/ч 86644
- 122-й танковый полк (п. Кольцевое); в/ч 86648
- 378-й артиллерийский полк (с. Пантелеймоновка);
- 1135-й зенитный ракетный полк (п. Кольцевое); в/ч 48396
- 17-й отдельный ракетный дивизион (с. Пантелеймоновка);
- 81-й отдельный противотанковый дивизион (с. Пантелеймоновка);
- 131-й отдельный разведывательный батальон (с. Лазо);
- 354-й отдельный батальон связи (г. Лесозаводск);
- 225-й отдельный инженерно-сапёрный батальон (с. Пантелеймоновка);
- 204-й отдельный ремонтно-восстановительный батальон (с. Лазо);
- 1136-й отдельный батальон материального обеспечения (с. Лазо);
- 201-й отдельный медицинский батальон (п. Кольцевое); в/ч 52487
- 366-я отдельная рота химзащиты (с. Лазо);
- ОВКР (г. Лесозаводск).[8]

## Память
- В Лучегорске установлена памятная стела и создан парк в память о даманских событиях[10].
- В Дальнереченске построен мемориал павшим на Даманском воинам дивизии[11].